# Den Danske Begrebsordbog
Den Danske Begrebsordbog (DDB) er en dansk begrebsordbog, der udkom den 6. februar 2015.
Arbejdet med Den Danske Begrebsordbog 2010–2015 havde Sanni Nimb som hovedredaktør med hjælp af bl.a. Henrik Lorentzen, Liisa Theilgaard, Lars Trap-Jensen og Thomas Troelsgård. Carlsbergfondet  støttede arbejdet.
Ordbogen har næsten 200.000 ord og udtryk.
Den er delt i to: En sektion med ord samlet under nummererede begreber. Og en sektion, der fungerer som stikordsregister til begreberne.
Begreberne er samlet i 22 kapitler, der samler begreber under overskrifter som "natur og miljø", "liv", "tid", "følelser", "sport og fritid" og "ret, etik".:27 
Ideen til den emnemæssige opdeling kendes også fra Peter Mark Rogets Thesaurus fra 1852.:11 
Klassificering og kapitelinddeling er forskellig fra Roget's International Thesaurus.
1. udgave blev udgivet af Det Danske Sprog- og Litteraturselskab og Syddansk Universitetsforlag, trykt af Narayana Press med Swift og Kievit, indbundet i Tyskland hos Buchbinderei S.R. Büge og var på næsten 1.400 sider.
Den Danske Begrebsordbog er en del af onlineudgaven af Den Danske Ordbog under sektionen "Ord i nærheden".

### Anmeldelser
- Kirsten Marie Øveraas (15. december 2017), ""I høj grad et subjektivt værk."", NyS (52-53): 301, doi:10.7146/NYS.V1I52-53.96521, Wikidata  Q81818622